# Jake O'Brien
Jacob Allen O'Brien, född 25 september 1984, är en amerikansk före detta MMA-utövare som bland annat tävlade i organisationen Ultimate Fighting Championship.